# Darco (cheval)
Pour l’article homonyme, voir Darco.
Darco (né en 1980, mort en 2006), est un étalon bai du stud-book BWP, concourant en saut d'obstacles, et devenu ensuite un reproducteur réputé. 

## Histoire
Il termine 7e des championnats du monde de CSO en 1990 et 7e des jeux Olympiques de Barcelone en 1992, avant de prendre sa retraite sportive en 1993. 
Il meurt le 20 juin 2006, à l'âge de 26 ans, des suites d'un accident dans son écurie qui a entraîné son euthanasie,.

## Descendants
Darco est l'étalon reproducteur phare de la race BWP pendant de nombreuses années. Il est le père de plus de 3 000 poulains et l'ancêtre de très nombreux chevaux de CSO réputés, parmi lesquels Catapulte et Fair Light van't Heike.
Visualiser la lignée de Darco sous forme de graphe